# (100590) 1997 NP1
(100590) 1997 NP1 es un asteroide perteneciente al cinturón de asteroides, descubierto el 2 de julio de 1997 por el equipo del Spacewatch desde el Observatorio Nacional de Kitt Peak, Arizona, Estados Unidos.

## Designación y nombre
Designado provisionalmente como 1997 NP1 .

## Características orbitales
1997 NP1 está situado a una distancia media del Sol de 2,775 ua, pudiendo alejarse hasta 3,132 ua y acercarse hasta 2,417 ua. Su excentricidad es 0,128 y la inclinación orbital 36,53 grados. Emplea 1688,58 días en completar una órbita alrededor del Sol.
El próximo acercamiento a la órbita terrestre se producirá el 29 de octubre de 2080.

## Características físicas
La magnitud absoluta de 1997 NP1 es 14,6. Tiene 4 km de diámetro y su albedo se estima en 0,157.